# Conseil québécois de la musique
 (août 2017).
Si vous disposez d'ouvrages ou d'articles de référence ou si vous connaissez des sites web de qualité traitant du thème abordé ici, merci de compléter l'article en donnant les références utiles à sa vérifiabilité et en les liant à la section « Notes et références ».
 (février 2022).
Pour les articles homonymes, voir CQM.
Le Conseil québécois de la musique (CQM) est une association professionnelle à but non lucratif regroupant des organismes et des individus œuvrant dans le domaine de la musique de concert au Québec (Canada). Il a été fondé en 1987 sous le nom de l'Association des organismes musicaux du Québec et a pris son nom actuel en 1993. Ses membres sont par exemple des organismes de production et de diffusion de la musique, des maisons d'enseignement et d'enregistrement, et des individus.

## Mission
Regrouper les organismes et les individus œuvrant dans le domaine de la musique dite de concert. Promouvoir la musique de concert auprès des instances gouvernementales et des communautés locales, nationales et internationales. Travailler au développement, à la consolidation et à la cohésion du milieu musical professionnel québécois.

## Activités
- Prix Opus
- Plateforme Circulation de la musique : La plateforme est un catalogue d'offres de concert conçu pour répondre aux besoins des diffuseurs.
- Grand rendez-vous de la musique : événement biennal qui réunit les diffuseurs, musiciens et organismes musicaux autour d'activités de réseautage, de formation et de vitrines, visant à favoriser la circulation des musiques de concert au Québec.
- Formation continue : Plus de 15 formations /année pour contribuer au développement de carrière des musiciens et travailleurs culturels.
- Soutien à la gestion
- Vidéos des membres sur La Fabrique culturelle

## Services
- Représentation : Les activités du CQM visent à promouvoir la discipline auprès des instances gouvernementales et des communautés locales, nationales et internationales. Elles incluent de la représentation dans plusieurs marchés comme RIDEAU, Jazzahead (en), Classical:Next, CINARS. À Jazzahead!, le CQM coordonne une délégation de professionnels du jazz sous la bannière Québec Jazz.
- Développement : Pour le développement de la musique de concert dans l’univers numérique : - Reflections sur le numérique. - Vlog. - Mutualisation de données et plus...
- Répertoire des membres : Réseau /références.
- Nouvelles Brèves : Bulletins mensuels d’information. -Offres d’emplois. -Auditions. -Appels de candidatures.